# Người Buôn Gió
Bùi Thanh Hiếu, bút danh Người Buôn Gió, là một người viết blog quốc tịch Việt Nam, hiện đang sống tại Đức.
Bùi Thanh Hiếu bắt đầu viết blog từ năm 2005. 
Năm 2009 ông bị bắt giam 10 ngày với cáo buộc Lợi dụng quyền tự do dân chủ xâm phạm an ninh quốc gia.
Năm 2013, ông được cấp học bổng sang Weimar, Đức và ở lại từ đó đến nay.

## Tiểu sử
Bùi Thanh Hiếu sinh năm 1972 tại ngõ Phất Lộc, thuộc Chợ Đồng Xuân, quận Hoàn Kiếm, Hà Nội. Ông miêu tả khu phố mình sinh ra là "khu phố bụi đời, nơi chứa nhiều thành phần giang hồ, xã hội đen".
Lớn lên trong một khu phố bụi đời, Người Buôn Gió cho mình là một người "cũng “xuất sắc” trong cái đám lưu manh ấy"."Cũng có lúc sống bằng nghề đâm thuê chém mướn, đòi nợ thuê, cũng có lúc cờ bạc, thậm chí là trộm cắp."
Theo lời của Hiếu: "Khi vợ sinh con năm 2005, gặp phải tệ nạn hối lộ trong bệnh viện ông mới nhận ra là những hư đốn trong xã hội, không chỉ có ở khu vực giang hồ, mà cả ở những người ông cứ tưởng ai cũng là lương y như từ mẫu." Từ đó ông bắt đầu viết blog, với hy vọng góp phần để con cái và thế hệ sau này sẽ ứng xử tốt đẹp hơn.
Năm 2009 Bùi Thanh Hiếu bị công an bắt giữ về tội Lợi dụng quyền tự do dân chủ xâm phạm an ninh quốc gia căn cứ qua hành vi in ấn phát tán áo phông. Theo lời Hiếu: "in chỉ đề nghị dừng bauxite", "ngoài ra có dòng chữ nhỏ khẳng định Hoàng Sa - Trường Sa là của Việt Nam"".

## Sang Đức dài hạn
Ngày 17 tháng 4 năm 2013, Người Buôn Gió được một chương trình học bổng nghệ thuật của thành phố Weimar, Đức, kéo dài 6 tháng với mục đích sáng tác. Việc này xảy ra là nhờ một tác phẩm của ông được dịch sang tiếng Đức vào cuối năm 2010, khi ông được một tổ chức văn hóa mời sang Berlin cùng với nhà thơ Bùi Chát và nhà văn Võ Thị Hảo dự giao lưu văn hóa Việt-Đức, được một nghệ sĩ điêu khắc lớn của thành phố tên là Giắc để ý. Đây là lời mời thứ nhì của thị trưởng thành phố Weimar sau lần đầu bất thành vì một lệnh cấm xuất cảnh của Việt Nam đối với ông.
Tại Đức, Người Buôn Gió xuất bản sách Đại Vệ chí dị và tiếp tục viết blog.
Hiện tại ông chuyển qua viết và kinh doanh trên Facebook.

## Đưa thông tin vụ Trịnh Xuân Thanh
Tháng 9 năm 2016, ông đưa lên trang blog của mình chi tiết vụ Trịnh Xuân Thanh bị kỷ luật với các thông tin do chính Trịnh Xuân Thanh cung cấp: đơn xin ra khỏi Đảng với lý do "không còn tin vào sự lãnh đạo của đồng chí Tổng Bí thư".
Trong một cuộc phỏng vấn với báo thoibao.de có tựa "Trịnh Xuân Thanh sẽ làm gì với những "Lá bùa cứu mạng" tại Đức?", Người Buôn Gió cho biết ông có đàm thoại trực tuyến với ông Thanh, được nhờ đưa một số thông tin lên cho dư luận biết. Bài báo được đăng trên mạng Petrotimes ngày 30/9, ngay sau đó bị xóa. Chiều 3-10, Bộ Thông tin và Truyền thông loan báo hai quyết định về việc thu hồi thẻ nhà báo đối với ông Nguyễn Như Phong và đình bản tạm thời báo điện tử tin nhanh Năng lượng mới (Petrotimes.vn). Ông Nguyễn Như Phong bị cho là bị cách chức Tổng biên tập báo vì bài báo này.

## Tác phẩm
- Đại Vệ chí dị, nhà xuất bản Vipen, Berlin, ISBN: 978-3-945257-13-5[3]
- Nói trong im lặng, nhà xuất bản Eva Tas Foundation.[9]

## Giải thưởng
- 2010: Giải Hellman/Hammett.[10]